# Gekko albofasciolatus
Gekko albofasciolatus es una especie de gecos de la familia Gekkonidae.

## Distribución geográfica
Es endémica de Borneo.